# Alison McInnes

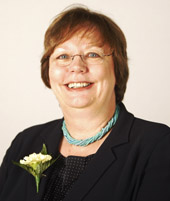
Alison McInnes

Alison McInnes OBE FRSA (* 17. Juli 1957 in Irvine) ist eine schottische Politikerin und Mitglied der Liberal Democrats.

## Leben
McInnes besuchte die Irvine Royal Academy und die McLaren High School in Callander. Anschließend studierte sie an der Universität Glasgow. Sie lebte vier Jahre lang in Südengland und zog dann mit ihrem Ehemann zurück nach Schottland. Seit mehr als zwei Jahrzehnten lebt sie in der Umgebung von Ellon. McInnes ist verheiratet und zweifache Mutter. 2013 wurde ihr der Order of the British Empire verliehen.

## Politische Karriere
In den frühen 1990er Jahren trat McInnes in die Liberaldemokratische Partei ein. 1992 wurde sie dann in den Regionalrat von Gordon gewählt, dem sie bis zu ihrer Wahl in den Regionalrat von Aberdeenshire 1995 angehörte. Bis zu ihrer Wahl ins Schottische Parlament 2007 war McInnes Mitglied des Regionalrates von Aberdeenshire.
Erstmals trat McInnes bei den Parlamentswahlen 2007 zu nationalen Wahlen an. In ihrem Wahlkreis Banff and Buchan erhielt sie nur den viertgrößten Stimmenanteil. McInnes war jedoch auch auf dem dritten Rang der Regionalwahlliste der Liberal Democrats für die Wahlregion North East Scotland gesetzt. Da die beiden vor ihr gelisteten Nicol Stephen und Mike Rumbles jeweils Direktmandate errangen und die Liberaldemokraten infolge des Wahlergebnisses ein Listenmandat erhielten, zog McInnes erstmals in das Schottische Parlament ein. Im Schattenkabinett der Liberaldemokraten war sie  bis 2008 als Staatssekretärin für Verkehr, Infrastruktur und Klimawandel vorgesehen. Anschließend war sie bis zum Ende der Legislaturperiode Parteisprecherin für lokale Verwaltung und Verkehr. Im Zuge der Wahlkreisreform 2011 wurde der Wahlkreis Banff and Buchan aufgelöst. Bei den Parlamentswahlen 2011 bewarb sich McInnes um das Direktmandat des Wahlkreises Aberdeenshire East. Sie erhielt die zweithöchste Stimmenanzahl hinter dem SNP-Kandidaten und Ersten Minister Alex Salmond und verpasste damit abermals ein Direktmandat. Sie erhielt jedoch abermals ein Listenmandat für die Wahlregion North East Scotland. Nach der Wahl wurde McInnes zur Parteisprecherin für Gesundheit und Justiz ernannt. Zum Ende der Wahlperiode schied sie aus dem schottischen Parlament aus.